# Marcin Kamiński
Marcin Kamiński (Konin, 15 januari 1992) is een Poolse betaald voetballer die doorgaans als centrale verdediger speelt. Hij tekende in juni 2016 een contract tot medio 2019 bij VfB Stuttgart, dat hem transfervrij overnam van Lech Poznań. Kamiński debuteerde in 2011 in het Pools voetbalelftal.

## Interlandcarrière
Kamiński maakte op 16 december 2011 zijn debuut in het Pools voetbalelftal, in een oefeninterland in en tegen Bosnië en Herzegovina (0-1). Hij maakte deel uit van de selectie voor het EK 2012, maar kwam daarop niet in actie.

## Erelijst
Lech Poznań
- Pools landskampioen

2009/10, 2014/15
- Poolse supercup

2015
 VfB Stuttgart
- 2. Bundesliga

2016/17
1 Bredlow ·
2 Al-Dakhil ·
3 Hendriks ·
4 Vagnoman ·
5 Keitel ·
6 Stiller ·
7 Mittelstädt ·
8 Millot ·
9 Demirović ·
10 El Bilal ·
11 Woltemade ·
13 Krätzig ·
14 Jaquez ·
15 Stenzel ·
16 Karazor  ·
17 Diehl ·
18 Leweling ·
19 Faghir ·
20 Stergiou ·
21 Drljača ·
22 Kastanaras ·
23 Zagadou ·
24 Chabot ·
26 Undav ·
27 Führich ·
28 Nartey ·
29 Jeltsch ·
32 Rieder ·
33 Nübel ·
40 Raimund ·
41 Seimen ·
45 Chase ·
Coach: Hoeneß